# Rolf Krebs (Mediziner)

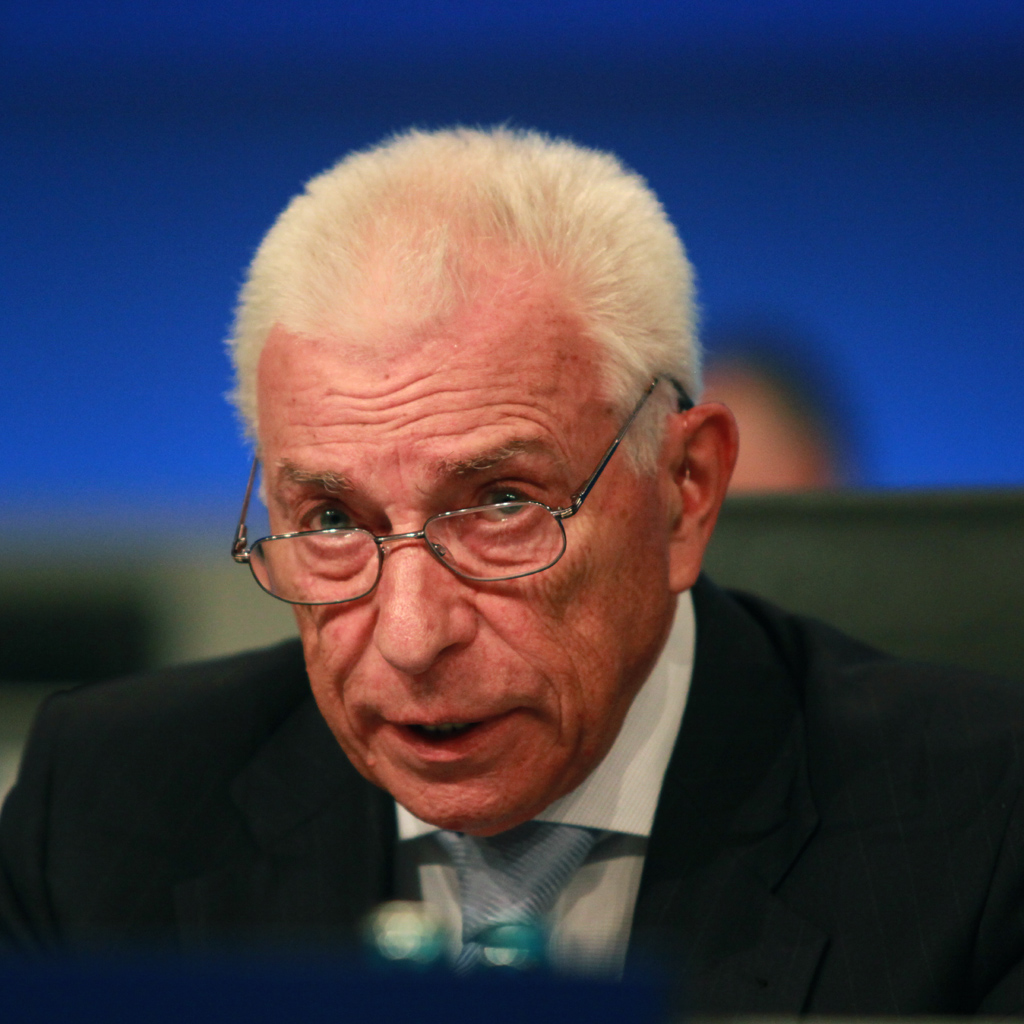
Rolf Krebs, am 8. April 2011 bei der Hauptversammlung der Merck KGaA.

Rolf Krebs (* 13. Februar 1940 in Mainz; † 29. Oktober 2023) war ein deutscher Mediziner, Pharmakologe und Wirtschaftsmanager.

## Leben
Rolf Krebs wurde als Sohn des Drogisten Kurt Krebs und dessen Frau Helene geboren. 1958 machte er an der Oberschule in Frankenberg/Sa. das Abitur und wechselte kurz danach nach West-Deutschland. An der Karl-Rehbein-Schule in Hanau legte er 1959 die Zusatzabiturprüfung ab. Nach dem Abitur studierte er von 1959 bis 1966 Medizin in Frankfurt am Main, Erlangen und Mainz. In Frankfurt wurde er 1959 Mitglied des Corps Palaio-Alsatia.
In Mainz wurde Krebs zum Dr. med. promoviert. 1972 erhielt er die Approbation als Arzt, auf die eine Ausbildung zum Facharzt für Pharmakologie folgte. 1971 wurde er in Mainz habilitiert und zwei Jahre später wissenschaftlicher Rat, sowie Professor für Pharmakologie und Toxikologie. 1976 beendete er seine universitäre Laufbahn und wechselte in die Industrie zur Bayer AG. 1986 wurde Krebs stellvertretender Geschäftsführer von Bayer Italia S.p. a. Drei Jahre später wechselte er zum Konkurrenten Boehringer Ingelheim in die Geschäftsleitung. Von 2001 bis Ende 2003 war er Sprecher der Geschäftsleitung des Unternehmens. Bis Ende 2003 war er zudem Geschäftsführender Gesellschafter von Boehringer Ingelheim.
Am 1. Juli 2005 wurde Krebs Mitglied des Gesellschafterrates der E. Merck KG. Ab dem 1. Juli 2006 war er Mitglied im Aufsichtsrat der Merck KGaA, und am 1. Juli 2009 wurde er zum Aufsichtsratsvorsitzenden gewählt, womit er Nachfolger von Wilhelm Simson wurde. Mit der Hauptversammlung 2014 endete seine dortige Aufsichtsratstätigkeit; Nachfolger wurde Wolfgang Büchele.
Krebs war seit 1963 verheiratet, aus der Ehe gingen zwei Kinder hervor.

## Funktionen und Ehrungen
Krebs war von 1996 bis 1998 Präsident der europäischen Vereinigung der Pharma-Industrie und -Verbände (EFPIA). Präsident des Internationalen Verbands der Arzneimittelhersteller (IFPMA) war er von 2000 bis 2002.
Die Ehrendoktorwürde der Pharmazeutischen Fakultät der Universität Athen erhielt er 1994. Er war Mitglied der Europäischen Akademie der Wissenschaften und Künste.
1999 erhielt Rolf Krebs das Große Silberne Ehrenzeichen für Verdienste um die Republik Österreich.

## Weiterführende Literatur
- H. Martens: Die Armen subventionieren. In: Der Spiegel 17, 2001, S. 102.